# 井戸覚弘
井戸 覚弘（いど さとひろ、生年不詳 - 安政5年4月7日（1858年5月19日））は、江戸時代末期（幕末）の武士（旗本）。井戸伊織の子。大内蔵、後に対馬守。大和国の土豪であった井戸氏の子孫。

## 経歴
弘化2年（1845年）、目付から長崎奉行になる。
弘化3年（1846年）、琉球国に通商拒絶されたのち、長崎に来航・上陸した海軍少将ジャン＝バティスト・セシール率いるフランスインドシナ艦隊の対応をした。
嘉永2年（1849年）3月 - 東インド艦隊司令官であるデビッド・ガイシンガーの命令によりジェームス・グリンを艦長とするアメリカ軍艦プレブル号が長崎に来航した。幕府側として覚弘らが交渉に当たり、アメリカ側は前年に漂着した捕鯨船の船員と、自らの意志で密入国していたアメリカ人ラナルド・マクドナルドを受け取り退去した。
これらの覚弘の手腕を買われ、時の老中阿部正弘の推挙により江戸北町奉行に抜擢された。嘉永7年（1854年）2月ペリーの再来（黒船来航）に際しては、林復斎、伊沢政義、鵜殿長鋭、松崎柳浪と共に米国使節応接掛を命ぜられ、交渉に従事し日米和親条約の締結に至った。同年伊豆国下田開港の為に下田に赴き、5月に日米和親条約付録（下田追加条約）に調印した。安政3年（1856年）に旗本の最高職である大目付となるが在職中に没した。 
ペリーは日記にて、「50歳位で背が高くかなり太っているが好感が持てる風貌で、駐イギリス（ロンドン）公使ブキャナン（後の大統領）に似ている」と記しており、かなり好感を持っていたらしいことが窺える。